# Lac Byrd
Lac Byrd är en sjö i Kanada.   Den ligger i regionen Outaouais och provinsen Québec, i den sydöstra delen av landet, 200 km nordväst om huvudstaden Ottawa. Lac Byrd ligger 369 meter över havet. Arean är 34 kvadratkilometer. Den sträcker sig 10,9 kilometer i nord-sydlig riktning, och 16,7 kilometer i öst-västlig riktning.
I omgivningarna runt Lac Byrd växer i huvudsak blandskog. Trakten runt Lac Byrd är nära nog obefolkad, med mindre än två invånare per kvadratkilometer.